# SS Hedersdolk

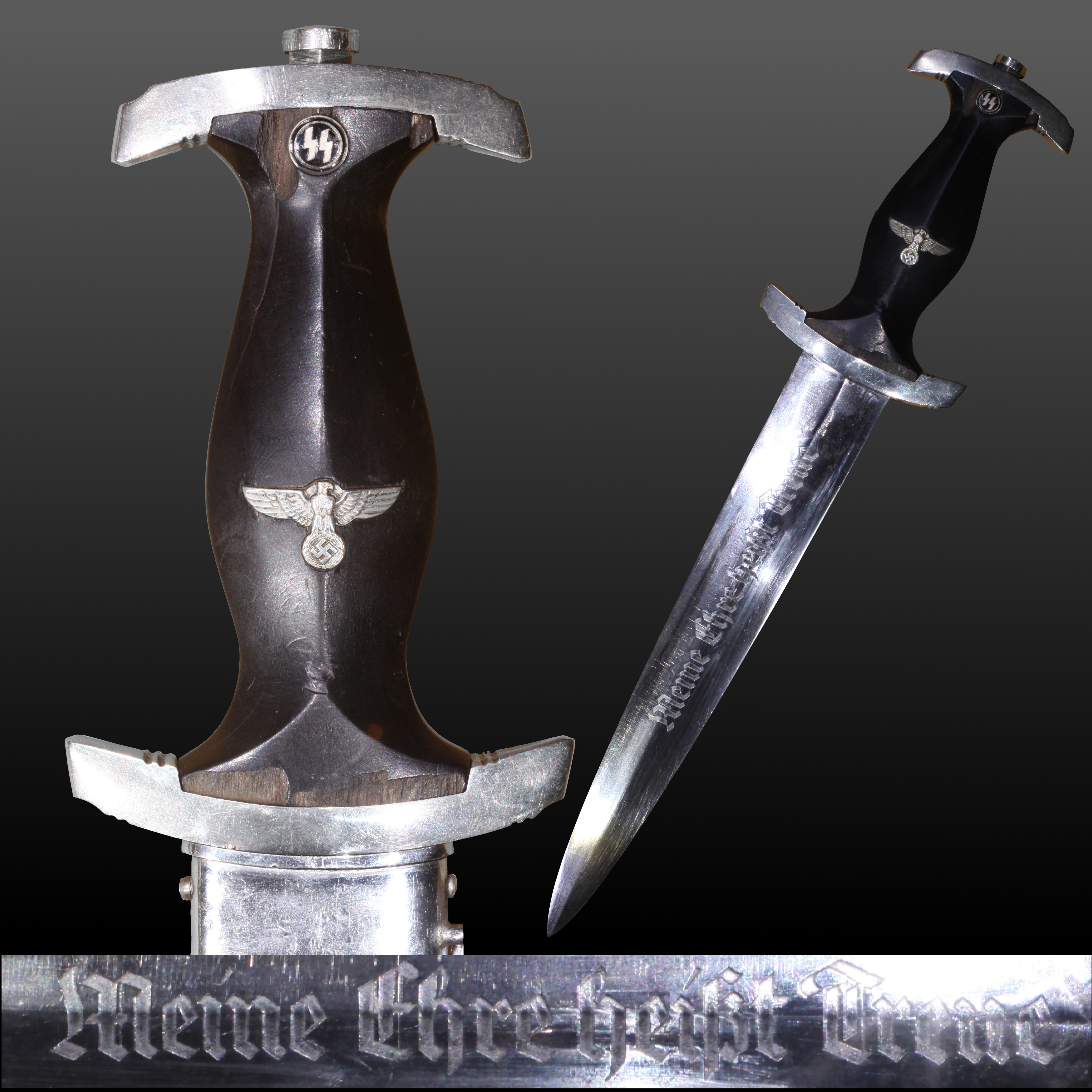
SS-Ehrendolch.

SS Hedersdolk (tyska SS-Ehrendolch) var en ceremonidolk som utdelades av Reichsführer-SS Heinrich Himmler till SS-officerare som utmärkt sig väl. På bladet har dolken inskriptionen Meine Ehre heißt Treue.